# 三等房、四等房
三等房、四等房，位于河北省秦皇岛市海港区海滨路、光明路，属于“秦皇岛港口近代建筑群”。

## 简介
1904年到1906年之间，秦皇岛港设劳工招募站，向南非金矿输出中国劳工。三年间共30批合计4.3万人启程离港赴南非。南非劳务输出是由开滦矿务局总经理那森、开滦矿务局工程师胡佛（后任美国总统）策划并实施。数万名劳工为此来到秦皇岛港，后来被遣返，促成了大规模人口流动，加上此前借道秦皇岛港闯关东而最终留在秦皇岛港的人，人口大量聚集在秦皇岛，为城市发展提供了条件。
20世纪初，秦皇岛港小码头栈桥正式启用时，岛上仅20余处铺商，居民很少。1904年大码头建成，当地又设华工招募站，数万工人自此登船，住户增至三四百家，产业工人达3000人。后来随着职员、工人增加，开始兴建一、二、三等房。秦皇岛的“五大里”等建筑就是在那时兴建。
如今，秦皇岛仍有一批当年的三等房、四等房，位于海港区海滨路、光明路，2010年代正由秦皇岛港务局使用。这些三等房、四等房属于“秦皇岛港口近代建筑群”，但未被定为文物保护单位。